# Lothar Emmerich
Pour les articles homonymes, voir Emmerich.
Lothar Emmerich était un footballeur allemand né le 29 novembre 1941 à Dortmund, mort le 13 août 2003 à Hemer.

## Carrière
- 1960-1969 : Borussia Dortmund  Allemagne
- 1969-1972 : Beerschot AC  Belgique
- 1972-1974 : Austria Klagenfurt  Autriche
- 1974-1976 : FC Schweinfurt  Allemagne
- 1976-1978 : Würzburger FV  Allemagne
- 1977-1978 : FC Würzburger Kickers  Allemagne[1]

## Palmarès

### En club
- Vainqueur de la Coupe d'Europe des Vainqueurs de Coupe en 1966 avec le Borussia Dortmund
- Champion d'Allemagne en 1963 avec le Borussia Dortmund
- Vainqueur de la Coupe d'Allemagne en 1965 avec le Borussia Dortmund
- Vainqueur de la Coupe de Belgique en 1971 avec Beerschot
- Vice-champion d'Allemagne en 1961 et en 1966 avec le Borussia Dortmund
- Finaliste de la Coupe d'Allemagne en 1963 avec le Borussia Dortmund

### EnÉquipe d'Allemagne de l'ouest
- 5 sélections et 2 buts en 1966
- Participation à la Coupe du Monde en 1966 (Finaliste)

### Distinctions individuelles
- Meilleur buteur de la Coupe d'Europe des Vainqueurs de Coupe en 1966 (14 buts, record)
- Meilleur buteur de Bundesliga en 1966 (31 buts) et en 1967 (28 buts, à égalité avec Gerd Müller)
- Meilleur buteur de Division 1 en 1970 (29 buts)
- Meilleur buteur de 2.Bundesliga Süd en 1977 (24 buts)